# Rivals (film 1912)
Rivals è un cortometraggio muto del 1912 scritto e diretto da Colin Campbell.

## Trama
Due pescatori, Tom e Bill, sono migliori amici, fino a quando scoprono di amare entrambi la stessa ragazza. Mentre lei sfida i suoi pretendenti, a scalare la montagna più alta dell'isola e portare a casa la testa e le corna di una famosa capra selvatica, colui che fosse riuscito avrebbe avuto la sua mano. I ragazzi accettarono la prova e scalarono la montagna, Bill ebbe la fortuna di di sparare alla capra.
Fatto il campo per la notte, il suo rivale, il quale aveva sentito lo sparo, provò a rubargli il trofeo. Bill si sveglia e, nell'agitazione che ne consegue, cade spinto giù da un precipizio. Tom se ne va con la testa e le corna ma, sopraffatto dal rimorso, torna indietro e soccorre bill. Trasporta il suo rivale fino dalla ragazza che apprende tutta la storia, e se ne va virilmente. La scenografia è inusuale nella sua bellezza e delizierà coloro che amano le storie eccitanti ambientate in panorami montuosi.

## Produzione
Il film fu prodotto dalla Selig Polyscope Company.

## Distribuzione
Distribuito dalla General Film Company, il film - un cortometraggio di una bobina - uscì nelle sale cinematografiche statunitensi il 21 maggio 1912-